# إدوين فارلي
إدوين فارلي (بالإنجليزية: Edwin Farley)‏ هو سياسي بريطاني (وحمل سابقاً جنسية المملكة المتحدة لبريطانيا العظمى وأيرلندا)، ولد في 1864، وتوفي في 1939.